# Challenger Varonil Britania Zavaleta 2009
Il Challenger Varonil Britania Zavaleta 2009 è stato un torneo professionistico di tennis maschile giocato sul cemento, che faceva parte dell'ATP Challenger Tour 2009. Si è giocato a Puebla in Messico dal 23 al 29 novembre 2009.

## Partecipanti

### Teste di serie
| Nazionalità | Giocatore             | Ranking* | Testa di serie |
| ----------- | --------------------- | -------- | -------------- |
| Stati Uniti | Taylor Dent           | 91       | 1              |
| Stati Uniti | Jesse Levine          | 117      | 2              |
| Slovenia    | Blaž Kavčič           | 118      | 3              |
| Spagna      | Pere Riba             | 123      | 4              |
| Cile        | Nicolás Massú         | 128      | 5              |
| Slovenia    | Grega Žemlja          | 145      | 6              |
| Messico     | Santiago González     | 167      | 7              |
| Austria     | Andreas Haider-Maurer | 178      | 8              |

- Ranking al 16 novembre 2009.

### Altri partecipanti
Giocatori che hanno ricevuto una wild card:
- Tigre Hank
- Greg Ouellette
- César Ramírez
- Raúl-Isaias Rosas-Zarur

Giocatori passati dalle qualificazioni:
- Richard Bloomfield
- Bruno Rodríguez
- Víctor Romero
- Nima Roshan

## Campioni

### Singolare
Ramón Delgado ha battuto in finale  Andre Begemann per 6–3, 6–4.

### Doppio
Vasek Pospisil /  Adil Shamasdin hanno battuto in finale  Guillermo Olaso /  Pere Riba per 7–6(7), 6–0.